# Subportátil

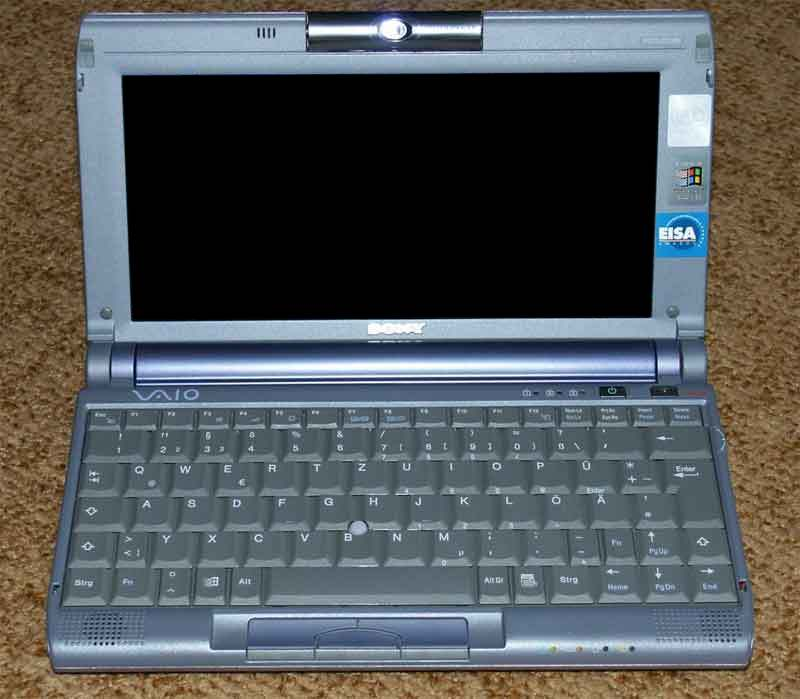
Sony Vaio C1

Una subportátil (del inglés subnotebook), es una computadora portátil de menor tamaño que mantiene las características de una portátil tradicional. La denominación suele aplicarse a equipos que operan versiones completas de sistemas operativos de escritorio como Windows o GNU/Linux, en vez de sistemas específicos como Windows CE o Palm OS.

## Historia

### 1990

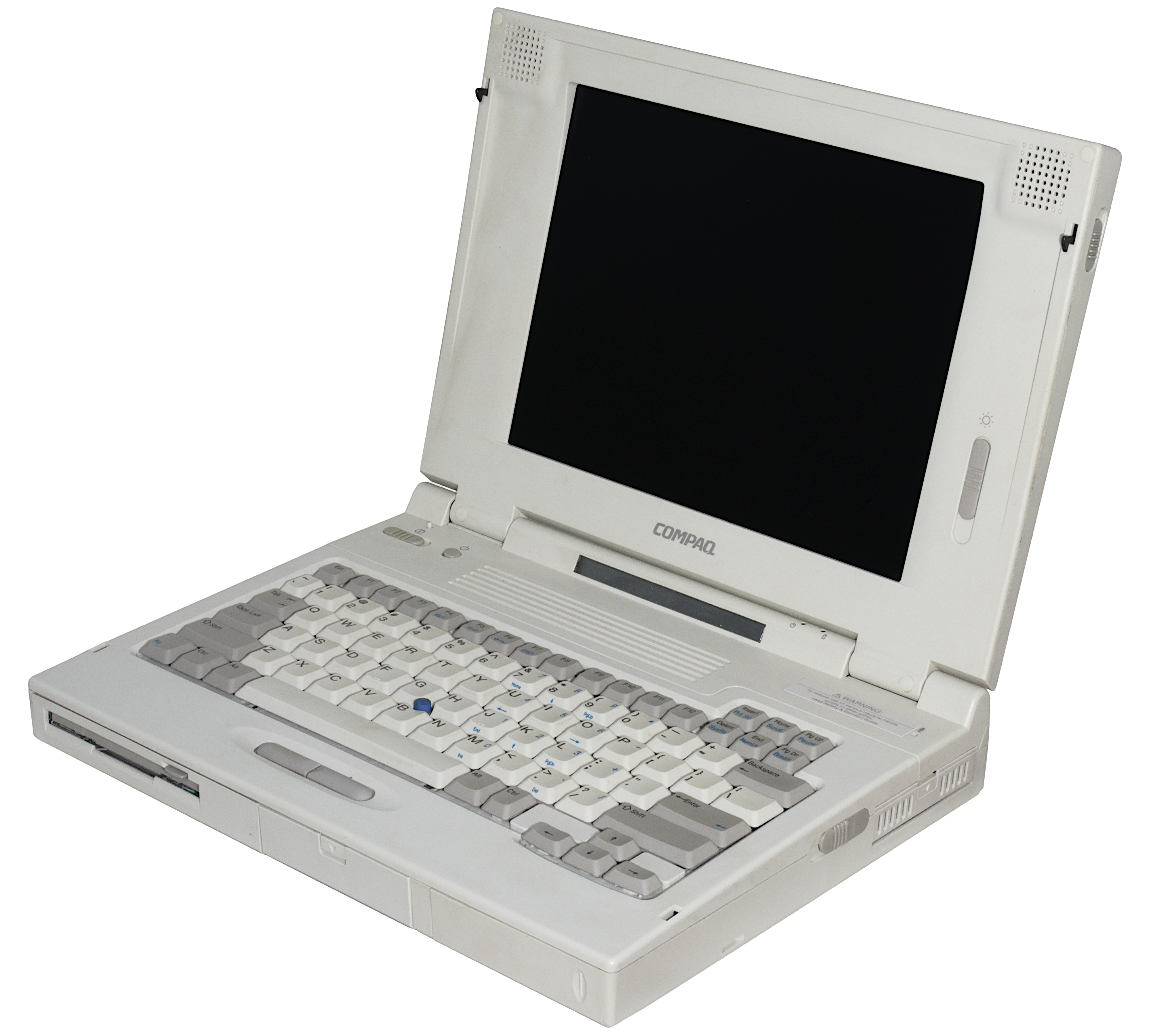
Compaq LTE de 1989.

La Compaq LTE, lanzada en 1989, fue la primera en ser reconocida dentro de esta categoría, debido a sus reducidas dimensiones; 4,8x22x28 cm; similar a una hoja A4. En octubre de 1992 fue lanzada la IBM Thinkpad, la primera en incluir una pantalla de 10,4 pulgadas. También se puede incluir entre las pioneras a la NEC UltraLite, que data de 1988, ya que sus dimensiones eran similares a la Compaq LTE.
Computadoras más pequeñas como la Pocket PC y la Atari Portfolio, ambas lanzadas en 1989, fueron llamadas "pocket PC" o "handheld".

### 1991-1995

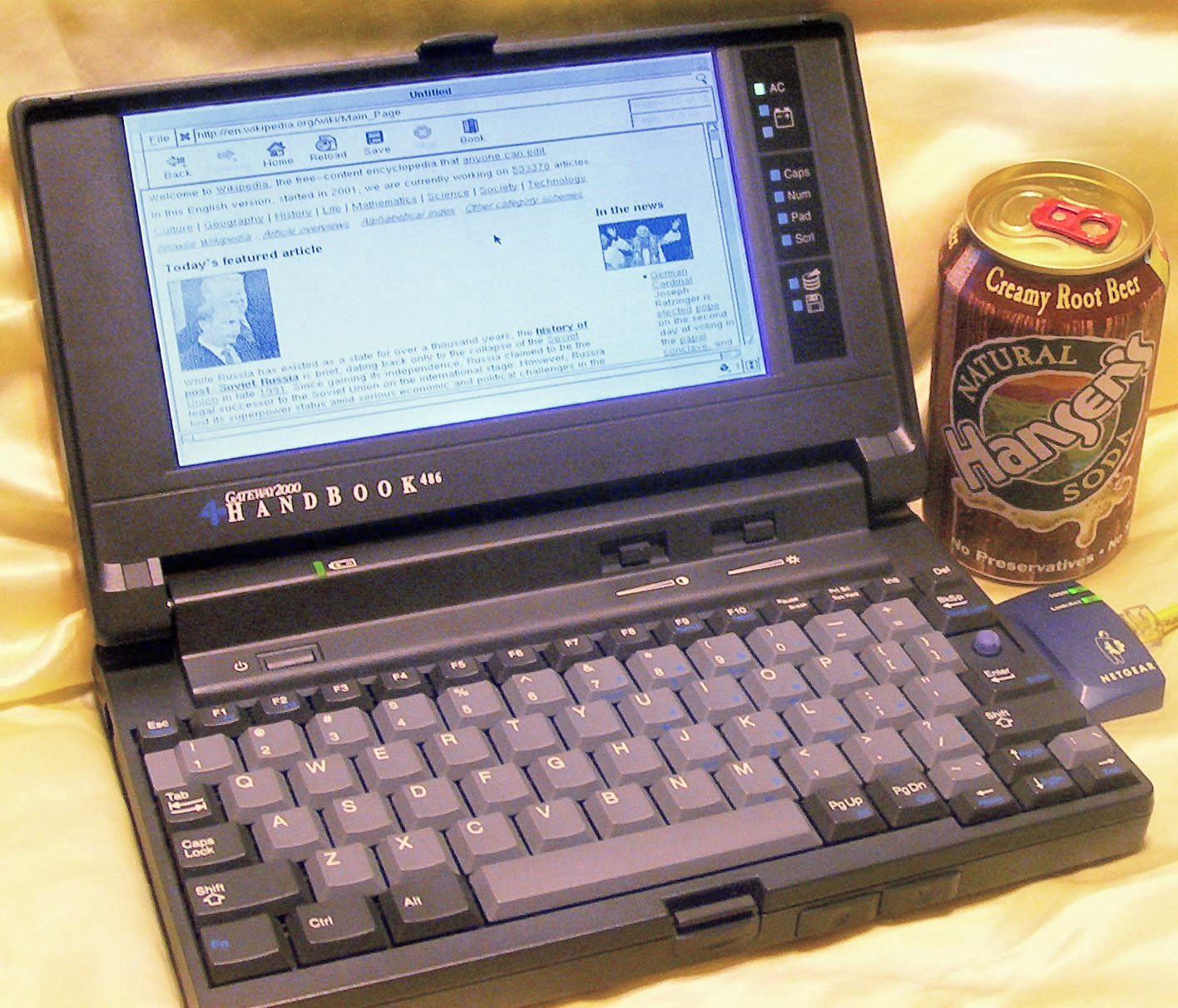
Gateway HandBook de 1992.

Otra de las primeras subportátiles fue la PowerBook 100, lanzada en 1991 por Apple, sus medidas eran 4,6x21,6x27,9 cm y pesaba 2,3 kg. Luego salió al mercado la Gateway Handbook, originalmente en 1992 y actualizada para utilizar un procesador 486 a fines de 1993, medía 246x150x41 cm y pesaba 1.4 kg. Apple, a continuación, lanzó la serie PowerBook Duo en octubre de 1992, que redujo el tamaño de la línea a 21,6x27,68x3,55 cm (8,5x10,9x1,4") y fue un ejemplo de portátil con pocas características onboard, pero que podían insertarse en un docking station para tener la funcionalidad completa de una portátil convencional

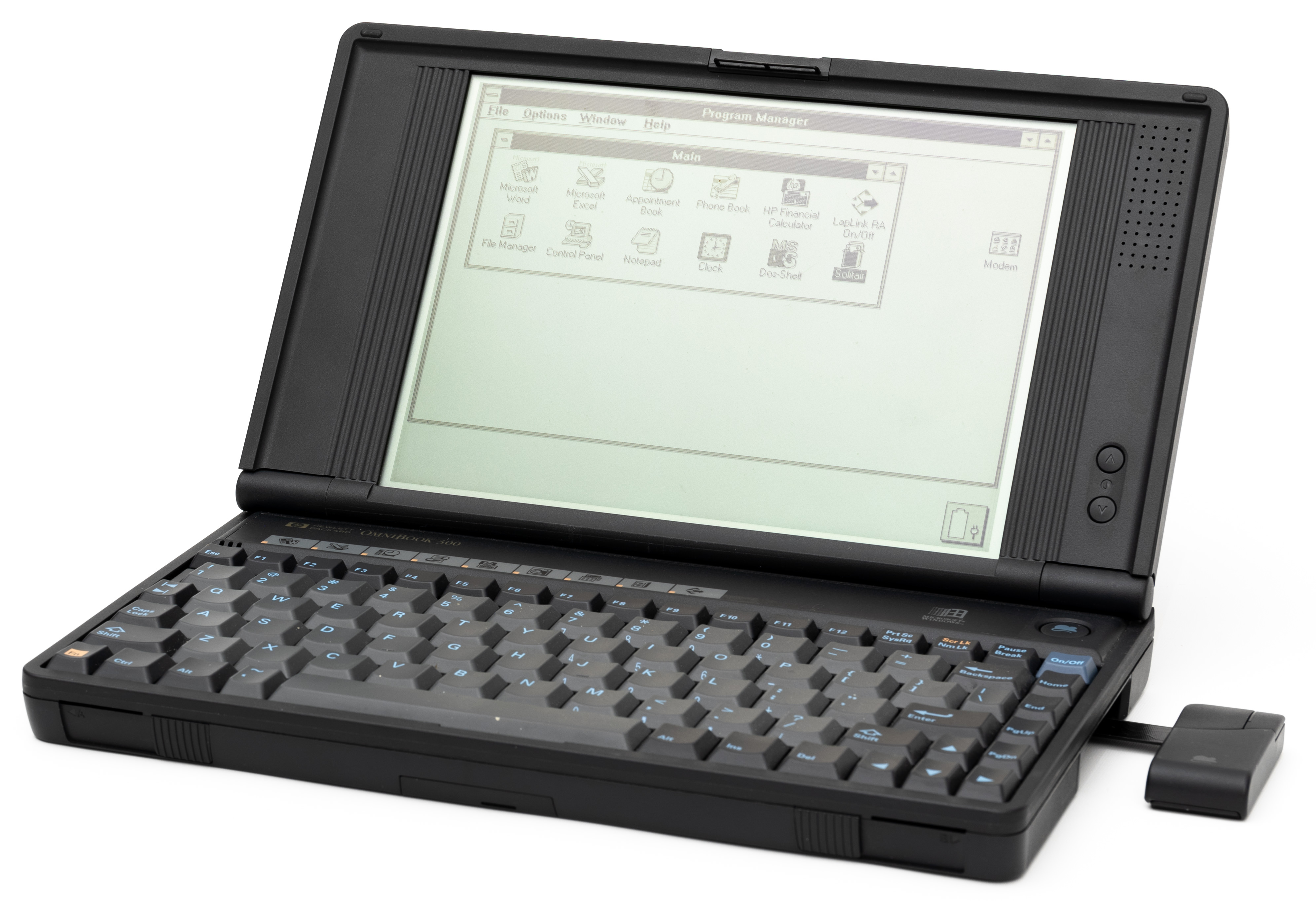
HP OmniBook 300 de 1993.

Otra de las primeras en su clase fue la Hewlett-Packard OmniBook  300, que fue promocionada como una  "superportátil" en 1993. Medía 3,55x16,25x28,21 cm (1,4×6,4×11,1"), y estaba disponible con un disco flash opcional en lugar del disco rígido, para reducir el peso.
Toshiba, cuyo fuerte eran las portátiles en los 80, también entró al mercado ese año con la Portege T3400, afirmando que "Es la primera subportátil con toda la funcionalidad de una computadora más grande". La versión con pantalla monocromática de 21,33 cm (8,4") medía  4,31x20x24,89 cm (1,7 × 7,9 × 9,8") y pesaba 1,8 kg. Toshiba también introdujo la T3400CT que, en su momento, fue la primera subportátil con pantalla color. Luego lanzaron la Libretto 20, que tenía una pantalla de 15,5 cm (6,1") y un disco rígido de 270 MB. CNet afirmó sobre la Libretto 50t que "es la primera portátil con Windows 95 en los Estados Unidos que pesa menos de dos libras".
Compaq introdujo su propia subportátil en 1994, la Contura Aero, que tenía dos modelos. Uno con pantalla monocromática y otro con pantalla color, cuya cualidad principal era utilizar una batería que apuntaba a ser estándar (y no solo para productos Compaq). Tuvieron una corta vida en el mercado.

### 1996-2000
En 1997, Apple lanzó una relativamente liviana (995 g) PowerBook 2400c, de corta vida en el mercado. Fue diseñada junto con IBM y fabricada para Apple por la división japonesa de IBM, para reemplazar la antigua Powerbook Duo. Sin embargo, medía 4,82x21,6x26,7 cm (1,9 × 8,5 × 10,5"), por lo que era en realidad más grande que la Compaq LTE.

## Características
Las subportátiles son más pequeñas que las portátiles tradicionales pero más grandes que las UMPC. Generalmente poseen pantallas de menor tamaño, de entre 18 y 30 cm, y un peso variable. Debido al ahorro en peso y tamaño el precio suele ser mayor. Los sistemas operativos usados son Windows XP y Windows 7 y otros sistemas operativos basados en GNU/Linux

## Diferencia con las netbooks
Suele confundirse a las subportátiles con las netbooks, que son una categoría diferente de computadoras portátiles, aunque con productos superpuestos. Tienen en común el tamaño pequeño respecto de sus hermanas mayores. Pero lo que define a una netbook no es su tamaño, sino la reducción de componentes internos (fundamentalmente, carecen de unidad óptica) y consecuentemente la reducción de peso. Por otra parte, lo que define a una subportátil sí es su tamaño, pudiendo incluir unidad óptica y tener mayor peso. Por ejemplo, una netbook de 35,56 cm (14") no es una subportátil, mientras que una subportátil de 30 cm con unidad óptica y 3 kg de peso tampoco sería una netbook. Las netbooks por lo general son más baratas, ya que están optimizadas para usos más básicos, como funciones multimedia o navegación por internet. Por consiguiente, poseen procesadores mucho menos potentes pero con un consumo menor.